# Ulli Bäer

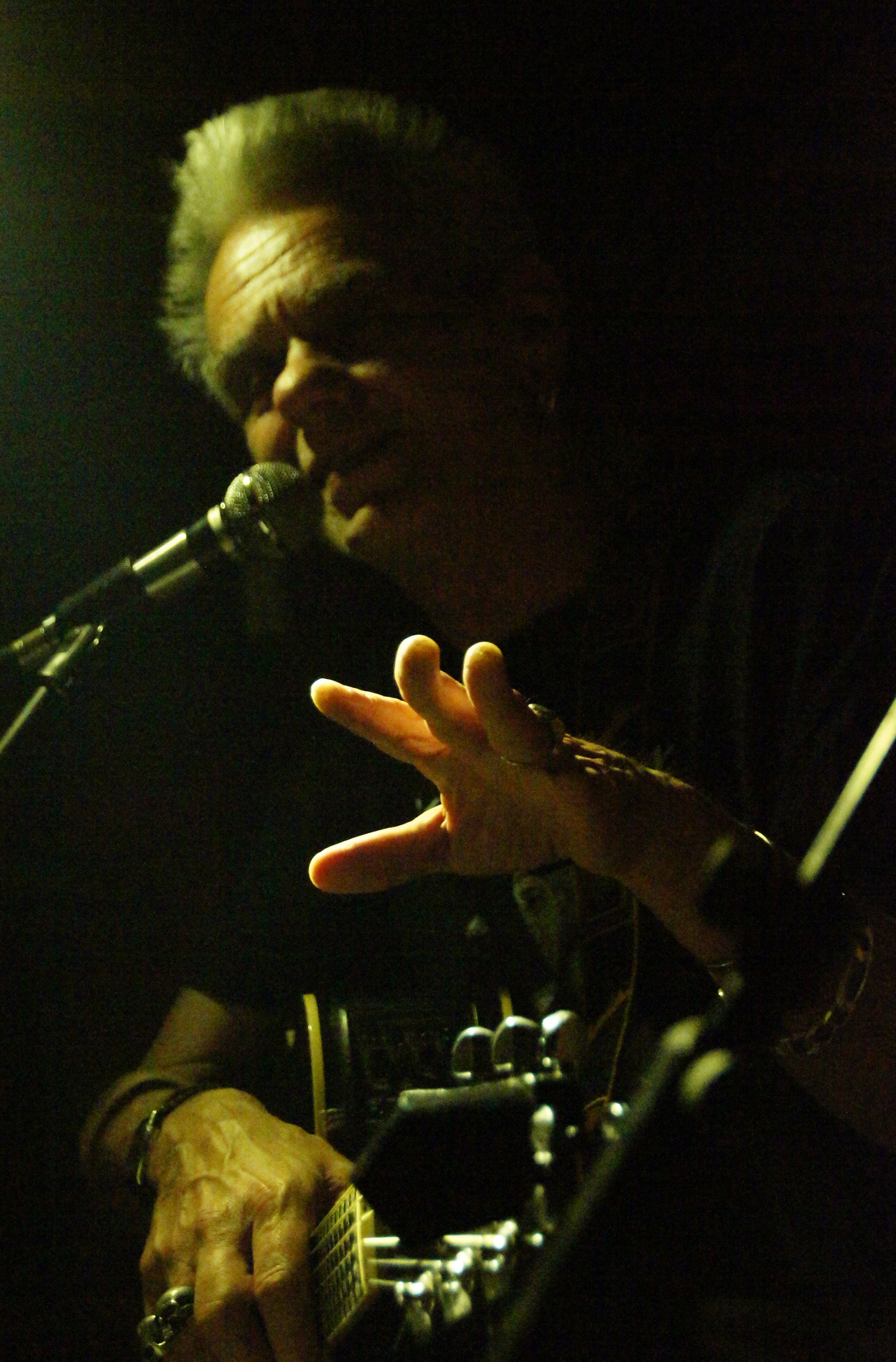
Ulli Bäer, Wien 2013.

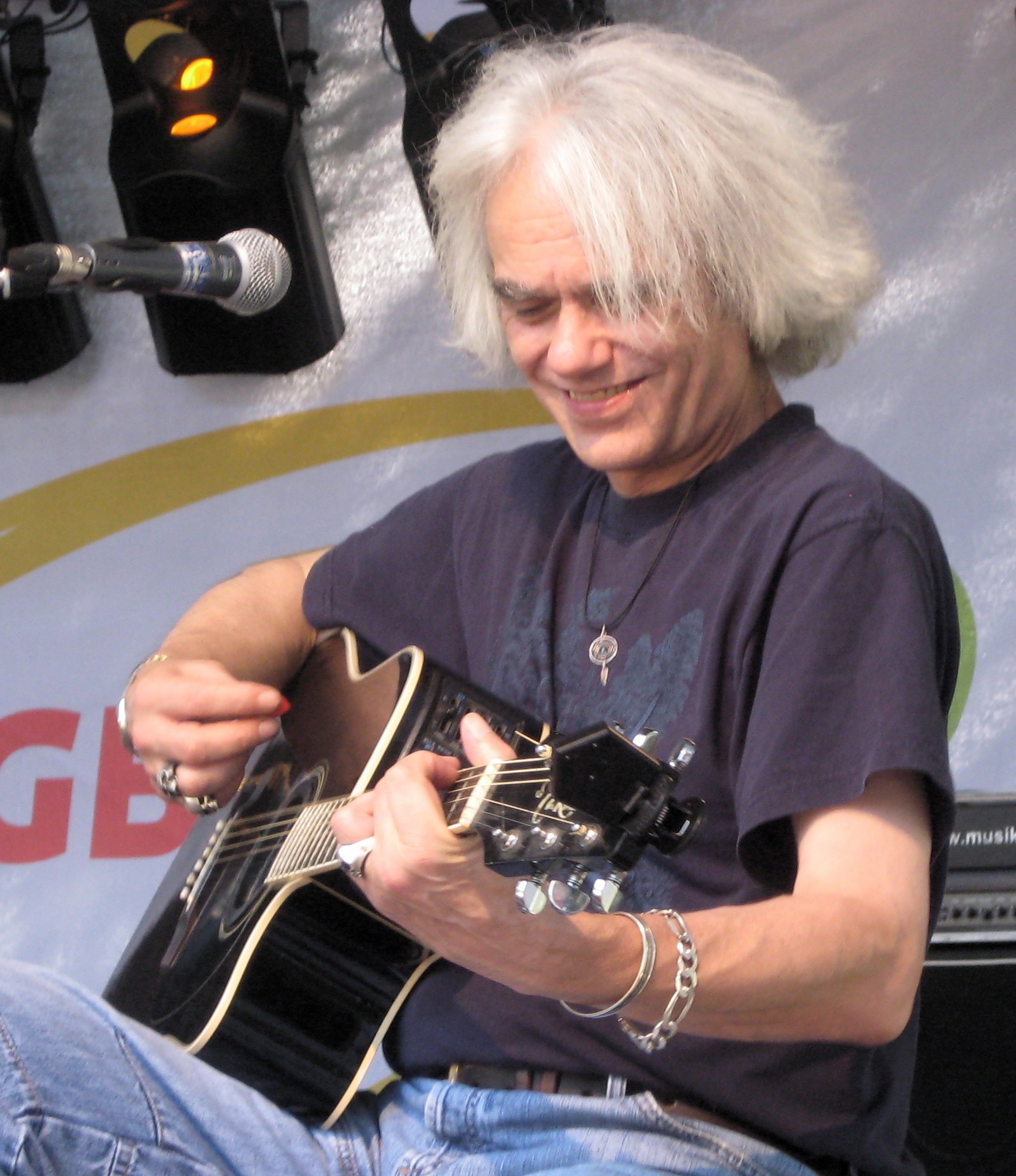
Ulli Bäer (Wien 2012)

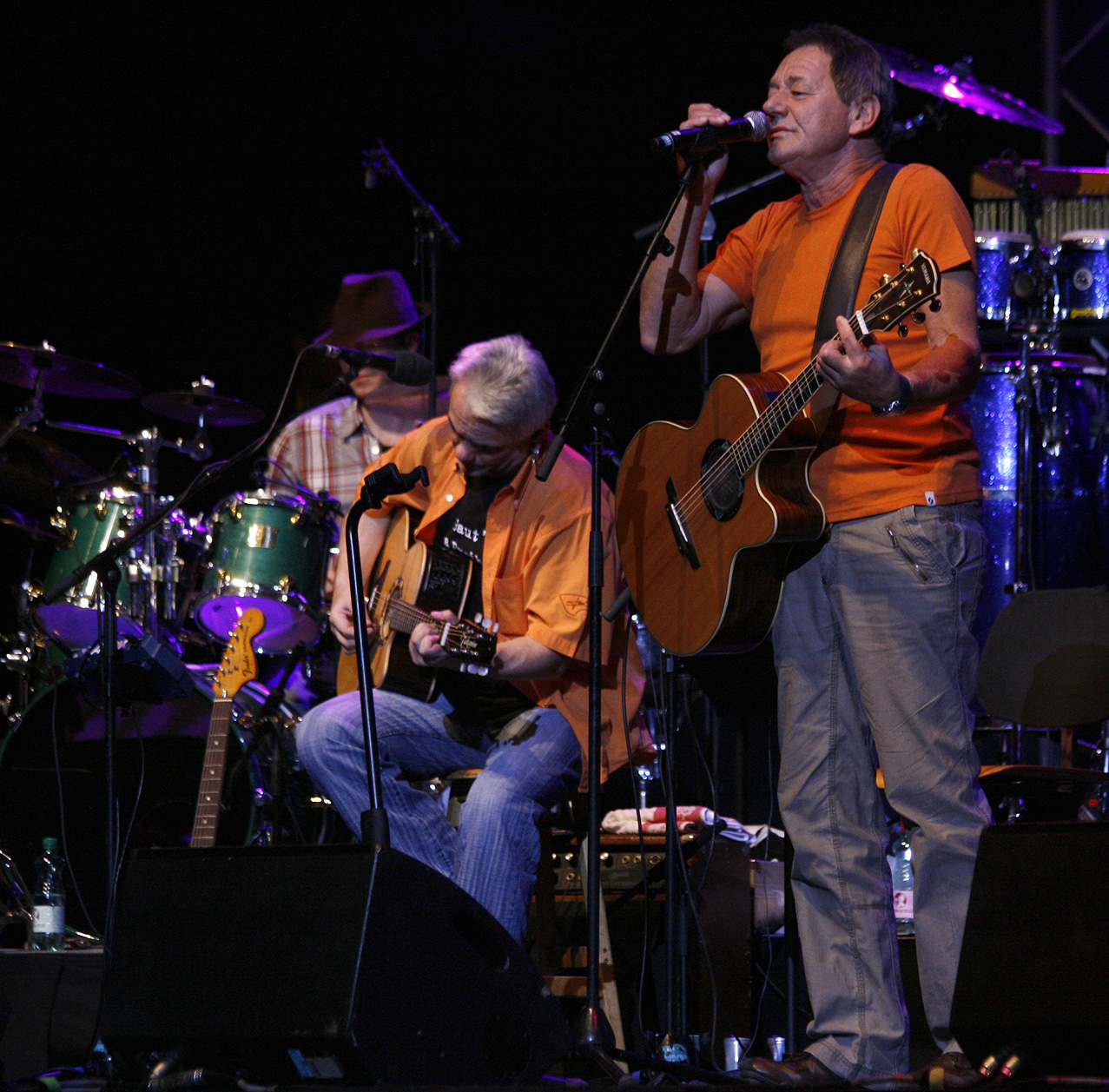
Ulli Bäer und Wolfgang Ambros (Wien 2008)

Ulli Bäer (* 26. April 1955 in Wien; bürgerlich Peter Geyer) ist ein österreichischer Popsänger und Gitarrist.

## Überblick
Bekannt wurde er Anfang der 1980er-Jahre, als er sich mit seinem Dialektsong Der Durscht in den Charts platzieren konnte. Nach zwei weiteren kommerziell erfolgreichen Singles und trotz mehrerer Albumveröffentlichungen wurde es ruhig um den Musiker. 1985 nahm er am Projekt Austria für Afrika teil. Seit den 1990er Jahren trat er als Gitarrist auf den Tourneen bekannter Musiker wie Georg Danzer (dort über 14 Jahre), und dem ehemaligen Trio „Austria 3“ (da hatte er 9 Jahre gespielt, nach seinen Worten, als Kapellmeister für die Band) mit auf. Sowie bei der Band „WIR 4“, das sind Ulli Bäer, Gary Lux, Harry Fendrich (Bruder von Rainhard Fendrich), und Harry Stampfer.

## Leben
Ulli Bäer musizierte in seiner Jugendzeit auf diversen Instrumenten in unterschiedlichen Amateurgruppen, konzentrierte sich dann auf das Gitarrenspiel und konnte schließlich 1977 bei einem Bandwettbewerb 10 Stunden Aufnahmezeit im Studio von René Reitz gewinnen. Mit diesem verbuchte er in der Folge etliche Hits wie Schönes Madl, Der Durscht, Verkrampf di net und Ohren auf und kam an die Spitze der österreichischen Popmusik.
Anfang 1984 wechselte Ulli Bäer Management und Plattenfirma. Auf seiner LP Erwachsene gibt’s gnua fanden sich nun auch etliche langsamere Nummern. Die Produzenten waren Wolfgang Ambros und Peter Koller. Nachdem bei dieser LP vor allem die Coverversions bekannter Rock-Hits aus den 1960ern mit Ulli Bäer’schen Dialektbearbeitungen im Rundfunk gespielt wurden, entschloss er sich bei seiner nächsten Platte Alle Lichter wieder ausschließlich eigene Lieder aufzunehmen. Wieder stand Wolfgang Ambros als Produzent im Power Sound Studio Pate, wo die Lieder der neuen LP im August 1985 aufgenommen wurden. Für drei Lieder hat sich Ulli Bäer berühmte Chorsänger ausgesucht (Rainhard Fendrich, Christian Kolonovits, Andy Radovan).
1990 arbeitete er gemeinsam mit Peter W. Kevin die LP Der Bäer ist los. 1993 produzierte er eine Aufnahme mit Wienerliedern Wien auf der Zungenspitze. Seit 1992 war er mit seiner Combo „The Boys from Hairnoise“ beschäftigt. Blues und Rock ’n’ Roll der 1960er und 1970er Jahre bildeten dazu die Grundlage. Im Sommer 1993 lud Georg Danzer zum gemeinsamen Singen und Musizieren zu den Aufnahmen seiner CD Nahaufnahme ins Studio. Das Ergebnis war eine Coverversion des Dalla/Morandi-Hits Vita, zu deutsch: Leben nur leben. 1994 stieg er als Gitarrist und zweite Stimme in die neu formierte Danzer Band ein. 1997 spielte Ulli Bäer mit seinen Musikerkollegen in der Formation Bäer/Danzer/Baum zahlreiche Konzerte in Österreich. Ab November 1997 spielte er als Gitarrist beim Projekt A3 von Ambros/Fendrich/Danzer.
Seit ca. 2005 spielt Ulli Bäer (Gitarre, Gesang) mit Ulli Winter (Gitarre, Gesang), Herbert Novacek (Bass, Gesang), Toni Griebaum (Schlagzeug, Gesang) und den 16er Buam, Patrick Rutka (Knopfharmonika, Gesang) und Klaus Steurer (Kontragitarre, Gesang) als Crossover-Gruppierung unter den Namen "Blues-Schrammeln". Sie spielen mit viel Witz einen Mix aus traditionellen und modernen Wienerliedern gepaart mit Rockmusik, Rock ’n’ Roll und Pop.

## Diskografie
| - 1978: Kumm bäck home - 1979: I wüll mehr - 1981: Der Durscht - 1981: I Catch You - 1982: Okey-Doke - 1982: Schönes Madl - 1983: Ohr’n auf - 1983: Verkrampf’ di net - 1983: Heast Oida (Alles was uns umbringt, macht uns hart) - 1984: A bisserl G’fühl - 1984: Bleib bei mir - 1985: Alle Lichter - 1985: Hoit mi, hoit mi - 1986: Wenn du geh’n willst - 1986: Bundesheer - 1987: Sommer in der City - 1990: Pack mi Baby (Coverversion) - 1990: Rosso Bianco Rosso - 1996: Say It In English (Danzer, Bäer, Baum) | - 1981: Nur mit’n Schmäh - 1982: Der Rock ’n’ Roller - 1983: Die Dritte - 1984: Erwachsene gibt’s gnua - 1985: Alle Lichter - 1990: Der Bäer ist los - 1992: Wien auf der Zungenspitze - 1993: Gold - 2000: Heast Oida |